# Phyllotreta annae
Phyllotreta annae is een keversoort uit de familie bladkevers (Chrysomelidae). De wetenschappelijke naam van de soort werd in 1992 gepubliceerd door Konstantinov in Konstantinov & Lopatin.